# Gobernación de Bakú
La gobernación de Bakú (ruso antiguo: Бакинская губернiя) fue una de las divisiones territoriales del Imperio ruso (gubernias), con su centro en Bakú. La superficie, en 1897, era de 34.400 verstas cuadradas, y su población a la misma fecha, 789.659. La única frontera extranjera de la gobernación era Persia, al sur. Dentro del imperio limitaba con la gobernación de Elizavetpol y el óblast de Daguestán.
La gubernia (provincia) fue establecida en 1846 como gobernación de Shemaka, en lugar de varios recintos militares. Después del devastador terremoto de Shemaka de 1859 se decidió transferir la capital de la provincia de Shemaka a Bakú. El 12 de julio de 1859 el nombre de la gobernación fue cambiado de acuerdo con ello. El escudo de armas de la gobernación fue instituido el 5 de julio de 1878. Inicialmente, la gobernación de Bakú incluía Karabaj y Zangezur, que se separaron en 1868 para crear la gobernación de Elizavetpol.
La gobernación fue conservada hasta el establecimiento de la República Democrática de Azerbaiyán, cuando fue dividido entre la gobernación de Bakú y la gobernación de Lankaran.

## División administrativa

Uyezds de la gobernación de Bakú.

La gobernación de Bakú tenía seis uyezds (en 1868, los uyezds de Nuja y Shusha fueron vinculados a la gobernación de Elizavetpol):
- Bakú
- Kuba (unida en 1860)
- Shemajá
- Geokchai
- Dzhevat
- Lenkorán

## Demografía
En el año 1897, 789.659 personas vivían en la gobernación, de ellos un 55% eran hombres. azeríes (en su mayor parte chiitas) constituían la mayoría de la población. Había minorías significativas formadas por rusos, armenios, lezguinos, tats, Talyshi y judíos.

### Grupos étnicos en 1897
| Uyezd    | Azeríes Tártaros | Tats  | Rusos | Armenios | Laks  | Pueblo talysh | Lezguinos | Alemanes | Persas | Judíos | Ávaros |
| TOTAL    | 58,7%            | 10,8% | 8,9%  | 6,3%     | 5,8%  | 4,2%          | 1,4%      | ...      | ...    | ...    | ...    |
| -------- | ---------------- | ----- | ----- | -------- | ----- | ------------- | --------- | -------- | ------ | ------ | ------ |
| Bakú     | 34,7%            | 18,9% | 24,0% | 12,3%    | ...   | ...           | ...       | 1,8%     | 2,6%   | 1,1%   | ...    |
| Goychay  | 79,0%            | 3,4%  | 2,1%  | 11,0%    | 1,7%  | ...           | ...       | ...      | ...    | ...    | 1,5%   |
| Dzhevat  | 93,3%            | ...   | 4,5%  | ...      | ...   | ...           | ...       | ...      | ...    | ...    | ...    |
| Kuba     | 38,3%            | 25,3% | 1,4%  | ...      | 24,4% | ...           | 6,3%      | ...      | ...    | 2,2%   | ...    |
| Lenkorán | 64,7%            | ...   | 7,2%  | ...      | ...   | 26,7%         | ...       | ...      | ...    | ...    | ...    |
| Shemaka  | 73,7%            | 3,7%  | 9,3%  | 11,7%    | ...   | ...           | ...       | ...      | ...    | ...    | ...    |

Fuente: censo 1897

## Gobernadores conocidos
- Konstantín Tarjanov-Muravov, 1859–1863
- Mijaíl Kolyubakin, 1863–1872
- Dmitri Staroselski, 1872–1875
- Valeri Pozen, 1875–1882
- Justin von Huebsch Grostal, 1882–1888
- Vladímir Rogge, 1888–1899
- Dmitri Odintsov, 1899–1904
- Mijaíl Nakashidze, 1904–1905
- Andréi Fadeyev, 1905
- Vladímir Alyshevsky, 1905–1915
- Leo Potulov, 1916–1917[3]